# Unwetter in Spanien im September 2019
Unwetter in Spanien im September 2019 verursachten im Südosten Spaniens regionale Starkregenereignisse und Überschwemmungen. Dabei kamen sieben Menschen ums Leben und es entstand ein hoher wirtschaftlicher Schaden.

## Meteorologischer Ablauf
Das Unwetter wurde durch das als Gota Fría bekannte Wetterphänomen ausgelöst, das immer wieder im Herbst vor allem im Südosten Spaniens auftritt. Dabei bildet aufsteigende Feuchtigkeit vom Mittelmeer in der Zone eines Höhentiefs bis zu zehn Kilometer hohe Cumulonimbus-Wolken, die Starkregen, Hagel und Gewitter verursachen.
Die erste Warnung veröffentlichte der spanische meteorologische Dienst AEMET am 9. September, worin darauf hingewiesen wurde, dass ein isoliertes Höhentief vom Golf von Biskaya in Richtung der Mittelmeerküste zog. Am 10. September sorgte das südwärts wandernde System über Südostspanien für heftige Unwetter auf den Balearen. In Son Torrella auf Mallorca wurden 215 Liter Niederschlag in 24 Stunden registriert. Bei Campos wurden Windspitzen von 112 km/h gemessen.
In den nächsten Tagen zog das Tief nach Algerien und Marokko und lenkte feuchtwarme Luft vom Mittelmeer in den Südosten von Spanien. Durch das 24 bis 26 °C warme Meereswasser wurde viel Feuchtigkeit in die labilen Luftschichten über dem Festland gebracht, die vor allem in den Provinzen Alicante, Almería, Murcia und Valencia heftige Niederschläge verursachten. Stellenweise fielen in 24 Stunden fast 300 Liter Niederschlag, vereinzelt sollen gar 600 Liter in nur 15 Stunden gefallen sein. In einigen Orten wüteten die schlimmsten Unwetter seit Beginn der Wetteraufzeichnungen 1917. Es kam zu weitreichenden Überflutungen und Dörfer wurden von der Außenwelt abgeschnitten. Erst ab 15. September beruhigte sich die Wetterlage wieder.
Es war das schlimmste Unwetter im Osten Spaniens seit 1879.

## Opfer und Schäden
Bei den Überschwemmungen kamen sieben Menschen ums Leben. Tausende Menschen mussten von Hilfskräften in Sicherheit gebracht werden. Bei den Katastropheneinsätzen wurden lokale Kräfte von der Guardia Civil, der Unidad Militar de Emergencias und anderen Militärangehörigen unterstützt. In der Valencianischen Gemeinschaft gingen bei der allgemeinen Notrufnummer 122 über 7100 Anrufen ein.
Nach ersten Schätzungen wurden mindestens 300.000 Hektar Ackerland verwüstet. Die Schadenssumme wurde in einer vorläufigen Einschätzung von Regierungsseite mit 2,2 Mrd. Euro beziffert.

### Balearen
Der heftige Niederschlag führte zu Sturzfluten und Überflutungen auf Mallorca, besonders betroffen waren die Orte Selva und Caimari. Die höchste Wetterwarnung wurde ausgegeben. Es kam zu Hagel, Platzregen und Stürmen. Bäume stürzten um, Straßen, Häuser und Restaurants wurden geflutet, Stromverbindungen gekappt und Boote losgerissen. Flüge fielen aus oder mussten umgeleitet werden, Strände und Parks wurden gesperrt. Der Schulbeginn wurde aufgrund der Unwetter verschoben.

### Provinz Alicante
In der landwirtschaftlich bedeutenden Vega Baja del Segura trat der Río Segura über die Ufer und es wurden tausende Hektar Ackerland überschwemmt. Die Städte Almoradí und Dolores wurden evakuiert. Eine der vom Unwetter am schwersten getroffenen Städte war Orihuela, deren 75.000 Einwohner wegen überfluteter Straßen drei Tage von der Außenwelt abgeschnitten waren. An der Küstenstadt Dénia bildeten sich Tornados, einer davon zerstörte eine Sporthalle. Ein Tornado beschädigte eine Schule in Guardamar del Segura schwer. Auch in Xàbia wurde ein Tornado beobachtet. Mehrere Straßen in der Provinz wurden gesperrt, viele Zugverbindungen fielen aus.

### Provinz Almería
Für den Großteil der Provinz wurde die höchste Wetterwarnstufe ausgerufen. Mehrere Straßen mussten wegen Überschwemmungen gesperrt werden. Rund 1000 Hektar Gewächshäuser wurden beim Unwetter zerstört.
Im Naturpark Cabo de Gata mussten 70 Menschen durch das Militär von einem überfluteten Campingplatz gerettet werden. Der Regionalflughafen von Almería wurde für einige Stunden gesperrt.  An Flussmündungen kam es zu Verschmutzungen. Von den Stränden wurde während des Unwetters Sand weggespült, was durch das Einbringen von über 71.000 m³ Sand behoben werden soll.

### Provinz Murcia
Am 11. September wurde erstmals in der Geschichte die gesamte Region Murcia von AEMET mit der höchsten Unwetterwarnstufe belegt, da für den 12. und 13. September schwerste Niederschläge zu erwarten waren. Am 12. September fielen 200 Liter Regen in Molina de Segura, zwei Drittel des sonst üblichen Jahresniederschlags in der Gegend. Am 13. September fielen 300 Liter Regen in La Manga del Mar Menor und in Teilen von Cartagena, in San Javier gar 330 Liter. Zahlreiche Be- und Entwässerungskanäle gingen über, teilweise wurden Uferböschungen weggespült.
Der Tajo-Segura-Kanal nahm am 12. September etwa 10 Kilometer nordöstlich von Molina de Segura durch die Fluten Schaden, es bildete sich ein mehrere Quadratmeter großes Loch, durch das Millionen Liter Wasser ausflossen. Diese ergossen sich in den an einem Nebenfluss des Rio Segura gelegenen Santomera-Stausee. Am 11. und 12. September füllte sich der Stausee innerhalb von 36 Stunden von 2,5 Millionen m³ auf 21 Millionen m³ Wasser. Um Schäden am Damm zu verhindern, mussten die Schütze geöffnet werden. Nach Erreichen der Überlaufschwelle flossen 20 m³ Wasser pro Sekunde ab und trugen zu einem weiteren Pegelanstieg des Rio Segura bei, der stellenweise über die Ufer trat. Die Feuerwehr musste auf überschwemmten Straßen und Tunnels Autofahrer aus ihren Fahrzeugen bergen. Etwa 3000 Menschen mussten aus Orten im Flusstal evakuiert werden. Etwa 1200 Hilfskräfte waren in der Provinz im Einsatz. Wassermassen unterspülten Schienenwege. Zu großflächigen Überschwemmungen von Ackerland kam es in der Vega Baja del Segura. Die Autobahn AP-7 wurde überschwemmt, der Internationale Flughafen Murcia musste gesperrt werden.
In das Mar Menor wurden mit dem Wasser auch Abwasser, Unrat, Treibgut und Dünger gespült, der Pegel des Gewässers stieg um 70 Zentimeter an, was zu Schäden und Verschmutzung der Ufergebiete führte. Einige Tage später wurden an den Stränden tote Seepferdchen und andere Meerestiere angeschwemmt, was auf die eingebrachten Stickstoffdünger und andere belastende Stoffe zurückgeführt wird. Von einer Fischfarm in San Pedro del Pinatar entkamen während des Unwetters knapp 9000 Thunfische, von denen viele verendeten und an Land gespült wurden. Der Bürgermeister der Stadt Los Alcázares, die bereits 2016 einmal nach einer Überschwemmung zum Katastrophengebiet erklärt worden war, bezeichnete die Schäden in der Stadt 2019 als drei Mal so groß.
Die Schulen, Sport-, Kultur- und Freizeiteinrichtungen der Region wurden geschlossen und der gesamte Schienenverkehr wurde ausgesetzt.
Die Regionalregierung von Murcia suchte um die Einstufung der Region als Katastrophengebiet. Der wirtschaftliche Schaden an Infrastruktur der Regionalregierung wurde auf 528 Millionen Euro geschätzt. Dazu kommen noch Schäden an Infrastruktur der Nationalregierung, Schäden in der Landwirtschaft und Schäden an Privateigentum. Ein Versicherungs-Konsortium berichtete von knapp 30.000 gemeldeten Schadensfällen in der Region.

### Provinz Valencia
In der Provinz blieben Schulen geschlossen, wovon rund 700.000 Schüler betroffen waren. In Ontinyent fielen 300 Liter Niederschlag in 24 Stunden, so viel wie seit 1917 nicht mehr. 250 Liter davon fielen in nur 12 Stunden. Der Fluss Clariano trat über die Ufer, überschwemmte das Viertel Canterería und riss Autos mit sich. Die Mauer einer Schule in Ontinyent stürzte ein. Bei der Gemeinde Ayelo de Malferit zerstörten die Wassermassen des Clariano eine Brücke aus dem 16. Jahrhundert.
Beim Ort La Font de la Figuera wurde ein Eisenbahntunnel meterhoch überschwemmt. Der Zugverkehr musste eingestellt werden. Im Ort fiel teilweise die Trinkwasserversorgung aus, in der Umgebung wurden Felder überschwemmt und Feldwege zerstört.

## Belege
1. ↑  What is a Gota fría? In: murciatoday.com. Abgerufen am 2. Januar 2020 (englisch).
2. 1 2 3 4  Murcia Gota Fría storm and flooding September 2019: overview. In: murciatoday.com. 15. November 2019, abgerufen am 16. Januar 2020 (englisch).
3. ↑  Avís especial d'AEMET | Aviso especial de AEMET … AEMET auf Twitter, 10. September 2019, abgerufen am 4. Januar 2020 (spanisch).
4. 1 2  Nikolas Zimmermann: Unwetter auf den Balearen. In: uwz.at. 14. September 2019, abgerufen am 1. Januar 2020.
5. ↑  #Racha de 112km/h a las 17:10 en la prov. de Illes Balears.Datos PROVISIONALES de estac. auto. AEMET auf Twitter, 10. September 2019, abgerufen am 4. Januar 2020 (spanisch).
6. ↑  Schwere Überschwemmungen in Spanien. In: uwr.de. 12. September 2019, abgerufen am 4. Januar 2020.
7. ↑  Jahrhundertflut in Südostspanien. In: uwz.at. 14. September 2019, abgerufen am 1. Januar 2020.
8. 1 2  Spanien: Sieben Personen kommen bei Unwettern ums Leben. In: nzz.ch. 17. September 2019, abgerufen am 19. Januar 2020.
9. ↑  Unwetter in Spanien: Zahl der Todesopfer weiter gestiegen. In: orf.at. 17. September 2019, abgerufen am 18. September 2019.
10. 1 2 3 4  Susana Urra: Eastern Spain takes stock of worst storm in 140 years. In: elpais.com. 16. September 2019, abgerufen am 8. Januar 2020 (englisch).
11. ↑  Las cifras de la gota fría más catastrófica en 140 años en la Comunitat Valenciana. In: lasprovincias.es. 14. September 2019, abgerufen am 4. Januar 2020 (spanisch).
12. ↑  Global Catastrophe Recap – September 2019. (PDF; 666 kB) In: aon.com. 9. Oktober 2019, abgerufen am 19. Januar 2020 (englisch).
13. ↑  Heftige Unwetter auf Mallorca - Schulbeginn verschoben. In: br.de. 11. September 2019, abgerufen am 4. Januar 2020.
14. ↑  Unwetter: Mallorca mit Sommerwetter – Ministerin warnt. In: morgenpost.de. 16. September 2019, abgerufen am 17. Januar 2020.
15. 1 2 3  Virginia Vadillo, Susana Urra: Torrential rain and flash flooding in eastern Spain claim six victims. In: elpais.com. 14. September 2019, abgerufen am 19. Januar 2020 (englisch).
16. ↑  Una tromba marina en Guardamar del Segura provoca daños en un colegio y cuantiosos desperfectos. In: elmundo.es. 12. September 2019, abgerufen am 4. Januar 2020 (spanisch).
17. ↑  Alicia Amate: La 'gota fría' activa el máximo nivel de alerta y deja caer hasta 80 litros por hora en la provincia. In: ideal.es. 13. September 2019, abgerufen am 19. Januar 2020 (spanisch).
18. ↑  Fünf Tote durch Unwetter im Südosten Spaniens. In: derstandard.at. 14. September 2019, abgerufen am 19. Januar 2020.
19. ↑  El Gobierno regenerará las playas de Almería dañadas por la gota fría con más de 71.000 m3 de arena. In: almeria360.com. 2. Oktober 2019, abgerufen am 19. Januar 2020 (spanisch).
20. ↑  Archived – Repair work continues on massive hole in water distribution canal in Molina de Segura. In: murciatoday.com. 18. September 2019, abgerufen am 17. Januar 2020 (englisch).
21. ↑  Archived – Don’t take the car - fire brigade rescuing stranded motorists in Murcia. In: murciatoday.com. 12. September 2019, abgerufen am 17. Januar 2020 (englisch).
22. ↑  Archived – Alert in Santomera as the reservoir newars overflowing. In: murciatoday.com. 13. September 2019, abgerufen am 16. Januar 2020 (englisch).
23. ↑  Archived – AEMET reduces Gota Fría alert level down to yellow. In: murciatoday.com. 13. September 2019, abgerufen am 16. Januar 2020 (englisch).
24. ↑  La salinidad del agua impide vaciar el embalse de Santomera a las puertas de otra DANA. In: laopiniondemurcia.es 19. Oktober 2019, abgerufen am 16. Januar 2020 (spanisch).
25. ↑  Archived – Dead seahorses appear on Mar Menor beaches after gota fría storm. In: murciatoday.com. 23. September 2019, abgerufen am 17. Januar 2020 (englisch).
26. ↑  Archived – Almost 9,000 tuna escaped from San Pedro del Pinatar fish farm during the gota fría storm. In: murciatoday.com. 25. September 2019, abgerufen am 17. Januar 2020 (englisch).
27. 1 2  Ana Alfageme, Virginia Vadillo, Javier Arroyo, Rafa Burgos: El temporal deja cinco muertos y desborda el río Segura. In: elpais.com. 14. September 2019, abgerufen am 19. Januar 2020 (spanisch).
28. ↑  Archived – Murcia government calculates gota fría flooding damage at 528 million euros. In: murciatoday.com. 15. November 2019, abgerufen am 16. Januar 2020 (englisch).
29. ↑  Schwere Überschwemmungen im Südosten von Spanien. In: br.de. 12. September 2019, abgerufen am 4. Januar 2020.
30. ↑  Victoria Torres Benayas, Ferran Bono, Melissa Kitson: Two left dead as Valencia region battered by torrential rain. In: elpais.com. 13. September 2019, abgerufen am 4. Januar 2020 (englisch).
31. ↑  La DANA inunda la vía del tren en Fuente de la Higuera, Valencia. In: antena3.com. 12. September 2019, abgerufen am 4. Januar 2020 (spanisch).
32. ↑  Alicia Talavera: El túnel del AVE se anega a su paso por la Font de la Figuera. In: lasprovincias.es. 12. September 2019, abgerufen am 4. Januar 2020 (spanisch).